# Мартин Леополита
Мартин Леополита или Мартин из Львова (пол. Marcin Leopolita, Martinus Leopolita, Leopolitanus, Marcin ze Lwowa) (ок. 1530, Львов — † ок. 1589, Львов) — польский органист, композитор эпохи Возрождения, придворный музыкант короля Сигизмунда II Августа.

## Биография
Был учеником Себастьяна (Роксолануса) из Фельштына, который преподавал теорию музыки в Ягеллонском университете.
С 1560 до 1564 — музыкант при дворе короля Сигизмунда II Августа, в обязанности которого входила также и работа в знаменитой капелле Вавельского замка и хоре Вавельского собора в Кракове, т. н. рорантистов (от лат. назв. утренней молитвы «Rorate coeli» — «Молитесь небу»). Ансамбль рорантистов был создан при дворе короля в 1543, состоял из 11 музыкантов.
Первый биограф композитора Шимон Старовольский утверждал, что помимо своих обязанностей при капелле, Леополита изучал также поэтику в Ягеллонском университете (Collegium Maius). После 1564 вернулся во Львов.
Мартин Леополита считается одним из самых ярких представителей польской ренессансной музыки. В его творчестве синтезировались традиции заложенные его учителем Себастьяном из Фельштына и достижения нидерландской полифонической школы, итальянской и французской музыки.
Является создателем нескольких песнопений и месс. Однако, из большого творческого наследия автора до сегодняшнего дня почти ничего не сохранилось. Лишь пятиголосная (в Agnus Dei — шестиголосая) «Пасхальная месса» («Missa Paschalis») и 4 пятиголосные песнопения («Cibavit eos», «Mihi autem», «Resurgente Christo», «Spiritus Domini»).